# 北海道奥尻高等学校
北海道奥尻高等学校（ほっかいどう おくしり こうとうがっこう、Hokkaido Okushiri High School）は、北海道奥尻郡奥尻町にある公立（奥尻町立）高等学校。2016年4月に道立から町立へ移管された。

## 特色
高校がある奥尻島は北海道南西沖地震（1993年）で被災したこともあって過疎化が進んでおり、町は奥尻高校を地域おこしの拠点としても位置付けている。離島のハンディを克服するため、プログラミングを中心に生徒へのIT教育に力を入れている。島を訪れる外国人観光客を増やすため一般町民向けも含めて英会話講義を重視し、アメリカ人指導助手を採用している。スクーバダイビング授業もあり、2017年度には島外から進学してきた新入生が5人いた。高校や町は、こうした「島留学生」を全国から誘致している。

## 沿革
- 1975年 - 北海道江差高等学校の奥尻分校として開校[4]。
- 1977年 - 北海道奥尻高等学校として独立（北海道立）[4]。
- 2016年4月 - 道立から町立へ移管[1]。
- 2020年6月 - 北海道大学大学院水産科学研究院と高大連携協定を締結[5]。

## 出身者
- 厂原時也（ミュージカル俳優、劇団四季所属）